# Елизавета Великобританская (1741—1759)
Принцесса Елизавета Каролина Великобританская (англ. Elizabeth Caroline  of the United Kingdom, 10 января 1741 — 4 сентября 1759) — принцесса Великобритании, дочь Фредерика, принца Уэльского и Августы Саксен-Кобургской, сестра короля Георга III.

## Жизнь
Принцесса Елизавета Каролина — дочь принца Уэльского Фредерика, сына короля Георга II и его супруги принцессы Уэльской Августы, урождённой принцессы Саксен-Кобургской. Родилась 10 января 1741 года в Норфолк-хаузе в Лондоне. Была крещена спустя 25 дней после рождения епископом Оксфордским Томасом Секером. Её крёстными стали маркграф Бранденбург-Ансбахский Карл Вильгельм Фридрих (двоюродный брат), королева Дании София Магдалена Бранденбург-Кульмбахская и герцогиня Саксен-Кобургская.
О короткой жизни принцессы мало что известно, кроме фрагмента из Письма Уолпола:
Мы потеряли нашего друга, юную принцессу Елизавету. Умерла она в течение двух дней от воспаления кишечника. Её фигура была очаровательной, потрясающей. Я видел её, когда она вместе с братьями и сёстрами играла в трагедии "Катон" в восьмилетнем возрасте. Она сыграла намного лучше, чем кто-либо из её сестёр и братьев. Принцесса обладала хрупким здоровьем, но она научилась читать, и узнав, что будет исполнять роль Люси, попросила родителей не участвовать в представлении, но они её отговорили. Свою роль принцесса сыграла праведно.
Скончалась принцесса 4 сентября 1759 года в возрасте 18 лет во дворце Кью. Похоронена в Вестминстерском аббатстве.

### Титул
- 30 декабря 1740 — 4 сентября 1759: Её Королевское Высочество принцесса Елизавета Великобританская